# コパン (スポーツクラブ)
株式会社コパン（英語名：COPIN）は、スポーツクラブを運営する日本の企業。

## 概要
岐阜県・愛知県を中心に施設を展開する中堅スポーツクラブのひとつである。
フィットネス・スイミングスクール・カルチャークラブだけでなく、『サッカー事業』等の運営も行っている。
また、バーデンパークSOGI（土岐市曽木町）などの、指定管理者となっている。

## 施設
公式サイト「店舗一覧」を参照。